# Rhamphomyia sociabilis
Rhamphomyia sociabilis är en tvåvingeart som först beskrevs av Samuel Wendell Williston  1893.  Rhamphomyia sociabilis ingår i släktet Rhamphomyia och familjen dansflugor. Inga underarter finns listade i Catalogue of Life.